# Модель Закмана

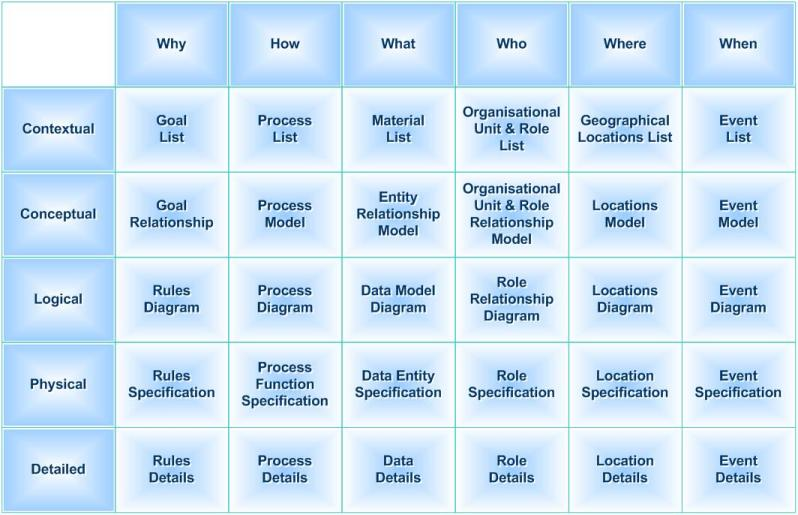
Модель архитектуры предприятия Закмана

Модель Закмана (англ. Zachman Framework, некорректная, хотя и включенная в ГОСТ Р 57100-2016 передача фамилии — «Захман») — онтология предприятия, представляющая собой подход к описанию архитектуры предприятия. Онтология является двумерной классификационной схемой, клетки которой — пересечения элементов двух исторических классификаций. Первая классификация включает набор простейших вопросов: «что», «как», «когда», «кто», «где» и «почему». Вторая классификация проистекает из философской концепции овеществления, то есть претворения абстрактных идей в жизнь. В модели Закмана использованы следующие овеществляющие трансформации: «идентификация», «определение», «представление», «спецификация», «конфигурация» и «конкретизация».
Модель Закмана не является методологией, поскольку она не предполагает конкретных методов. Корректно определить модель Закмана как онтологию, схему организации архитектурных артефактов (проектных документов, спецификаций, моделей). На схеме одновременно представлены целевой пользователь артефакта (например, владелец бизнеса) и проблемная область (например, работа с данными).
Модель названа в честь её создателя Джона Закмана, который разработал первую редакцию онтологии в 1980-х годах, будучи сотрудником IBM. С тех пор было опубликовано ещё несколько редакций.